# Mnemosyne
Mnemosyne sau Mnemozina a fost în mitologia greacă una dintre titanide, fiica lui Uranus și a Gaiei. Din unirea ei cu Zeus s-au născut cele nouă muze. Mnemosyne personifica memoria.